# Alainen Herajärvi
Alainen Herajärvi är en sjö i kommunen Ruovesi i landskapet Birkaland i Finland. Sjön ligger 118,1 meter över havet. Den är 14 meter djup. Arean är 98 hektar och strandlinjen är 6,11 kilometer lång. Sjön  ingår i Kumo älvs huvudavrinningsområde.   Den ligger omkring 62 km norr om Tammerfors och omkring 210 km norr om Helsingfors. 
Alainen Herajärvi ligger söder om Herajärvi.